# Taxeotis ochrosticta
Taxeotis ochrosticta là một loài bướm đêm trong họ Geometridae.